# Hara-Kiri (journal)
Pour les articles homonymes, voir Hara-kiri (homonymie).
Hara-Kiri est un magazine français créé en 1960 par une équipe dont les principaux animateurs étaient François Cavanna et Georges Bernier dit « professeur Choron ».
Ce journal satirique au ton cynique, parfois grivois, bénéficia d'un soutien télévisé discret de la part du réalisateur Jean-Christophe Averty (dont l'émission Les Raisins verts participait du même esprit) et connut un succès relativement important en France, à l'histoire riche en publicités radiophoniques provocantes (« Si vous ne pouvez pas l’acheter, volez-le ») et entrecoupée de quelques interdictions. Le magazine est d'abord vendu par colportage sur les trottoirs pour arriver dans les kiosques à la fin de la même année.

Une lettre irritée arrive un jour au courrier des lecteurs, qui dit en substance : 

« Vous êtes bêtes. Et non seulement vous êtes bêtes, mais vous êtes méchants. »

 Le sous-titre du magazine est immédiatement adopté : « Hara-Kiri, journal bête et méchant ». Dans chaque numéro, le « professeur Choron » proposera le jeu bête et méchant du mois.
Hara-Kiri a principalement paru sous forme de mensuel, mais il a également connu, de 1969 à 1970 et en 1993, une version hebdomadaire. Les différentes incarnations du journal ont plusieurs fois subi les foudres de la censure ; c'est l'interdiction de la version hebdomadaire qui a abouti à la naissance de Charlie Hebdo.

## Historique

### Premières années: mensuel et hebdo

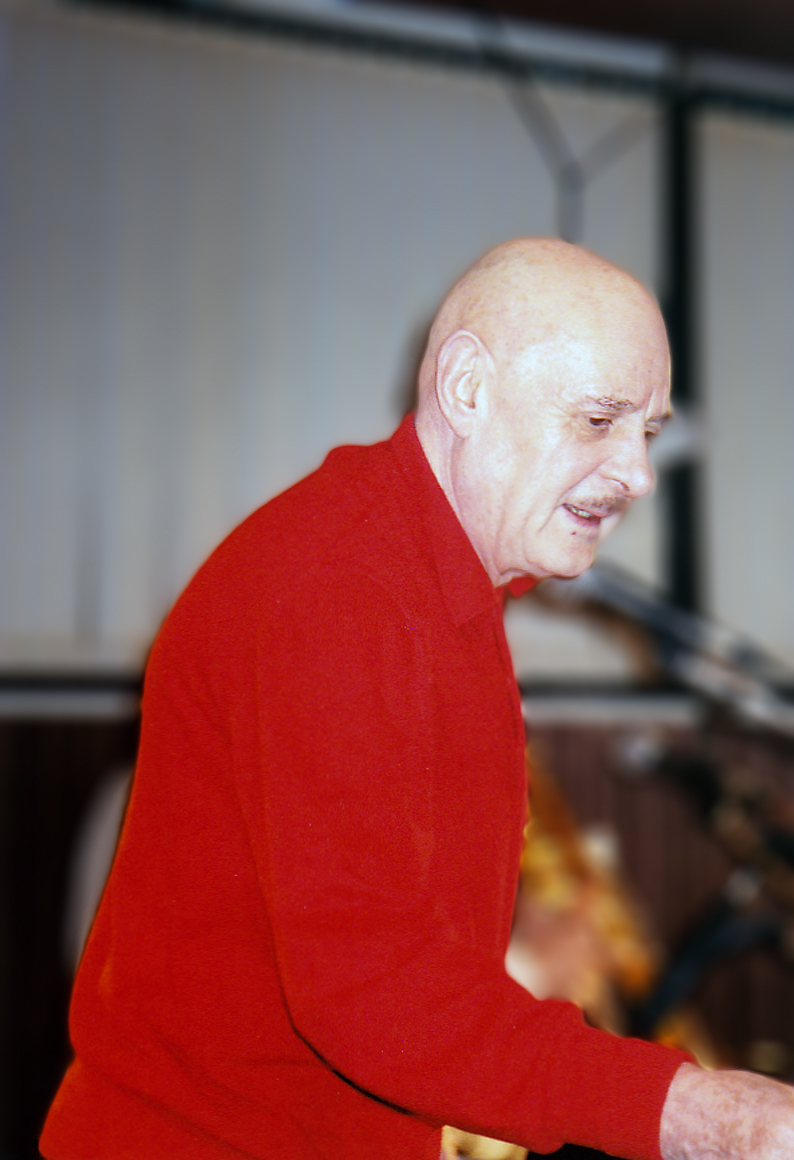
Le professeur Choron en 1996.

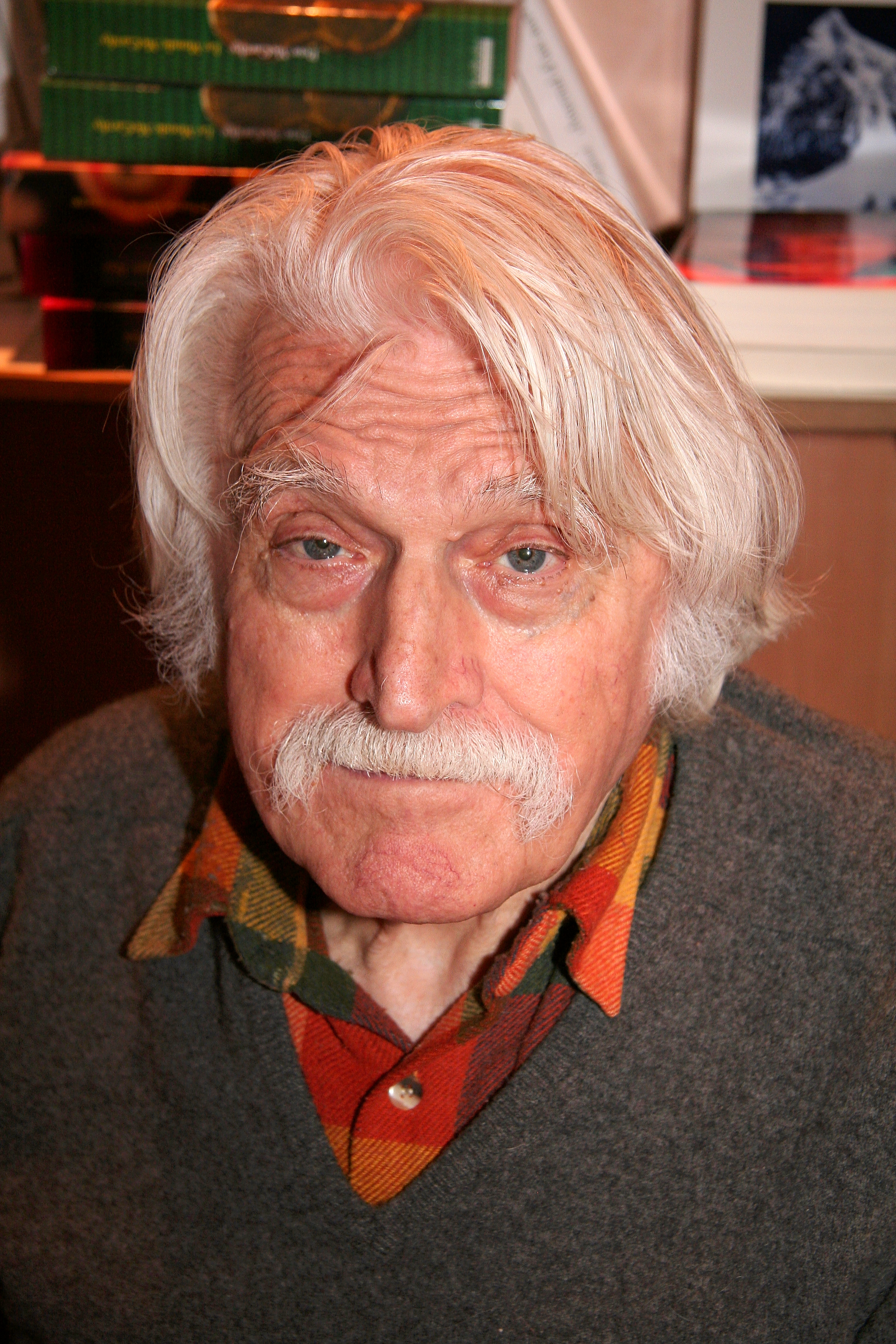
François Cavanna en 2008.

Au milieu des années 1950, François Cavanna et Georget - dit « Georges » - Bernier se rencontrent dans la rédaction du journal Zéro où travaille également Fred. Diffusé uniquement par colportage, le journal - renommé Cordées en 1958 - est dirigé par Jean Novi.
À la fin des années 1950, Jean Novi décède brutalement d'un infarctus et sa veuve Denise Novi devient la nouvelle directrice. De son côté, Cavanna souhaite se lancer dans la création d'un nouveau magazine plus corrosif et qui s'inspirerait de la revue satirique américaine Mad. Avec Fred et d'autres dessinateurs de Cordées, il parvient à convaincre Georges Bernier de se rallier à eux. En tant que directeur des ventes, Bernier est en effet essentiel pour s'assurer du soutien des colporteurs de Cordées.
En mai 1960, Bernier fait réunir l'ensemble de ses colporteurs au 4, rue Choron, un local dans le 9e arrondissement de Paris où il possède un bail, et leur propose de travailler pour lui seul et non plus pour la directrice de Cordées. À la suite de ce « putsch », celle-ci perd donc tous ses vendeurs d'un coup et vend son stock de journaux quelques semaines plus tard.
En Septembre 1960, création du magazine Hara-Kiri, mensuel. La première de couverture est un dessin de Fred sur fond rouge représentant un samouraï éventré et surlégendé « honni soit qui mal y panse ». Il est initialement tiré à 10 000 exemplaires dans un petit format (15,5 × 23,5 cm) et vendu au prix de 1,90 franc par des colporteurs dans les rues. Il est vendu en kiosque à partir du numéro 3, dans un format un peu plus grand (21 × 27 cm). Le mensuel attire rapidement de jeunes dessinateurs : Cabu en décembre 1960, et en 1961 Gébé, Roland Topor et Wolinski. La devise journal bête et méchant apparaît en avril 1961 au numéro 7. Il est interdit deux fois, en 1961 puis en 1966. Le mensuel connaît de sérieuses difficultés financières après l'interdiction de 1966 et sa reparution début 1967 ; la société éditant Hara-Kiri dépose le bilan et Bernier crée à sa place les Éditions du Square. La rédaction quitte les locaux historiques de la rue Choron. Delfeil de Ton fait son entrée dans le mensuel en 1967 à la fin de la période d'interdiction.
En Février 1969, Hara-Kiri crée, sans supprimer le mensuel, un hebdomadaire qu'il nomme alors Hara-Kiri Hebdo. Cavanna y indique dans son éditorial que le but est de mieux coller à l'actualité et que le journal a failli se nommer Vite fait, vite lu ou Hara-Kiri vite fait. Ce premier numéro montre le déjà célèbre petit bonhomme de Wolinski s'esclaffer en citant divers sujets, dont les « pendus de Bagdad ». Le journal est vendu en kiosque (et parfois même par colportage, boulevard Saint-Michel au prix initial de 1 franc, tarif modeste qui contribuera d'ailleurs à son succès, notamment chez les lycéens et les étudiants.
En Mai 1969, à compter du numéro 16, le nom de l'hebdomadaire devient L'Hebdo Hara-Kiri.
Cavanna raconte l’histoire du journal dans toute la deuxième partie de son livre Bête et méchant.

### Interdiction de l’hebdo et relève immédiate avecCharlie Hebdo
Dans son no 94, en kiosques le vendredi 13 novembre 1970 et daté du lundi 16 novembre 1970, la couverture de L'Hebdo Hara-Kiri titre : « Bal tragique à Colombey – 1 mort », à la suite du décès du général de Gaulle dans sa propriété de La Boisserie à Colombey les Deux Églises, le 9 novembre 1970. Le choix de ce titre faisait référence à un fait divers ayant défrayé la chronique le 1er novembre précédent : l’incendie d'un dancing, le 5-7, à Saint-Laurent-du-Pont (Isère) où 146 personnes avaient trouvé la mort et qui avait fait la Une du numéro précédent, daté du 9 novembre 1970, avec un dessin de Wolinski annonçant Pendant les travaux le bal continue.
Dès le 17 novembre, le ministre de l’Intérieur de l’époque, Raymond Marcellin censure le journal. Si l'hebdomadaire n'est pas totalement interdit, la mesure prise par le pouvoir aboutit au même résultat, Hara-Kiri Hebdo étant « interdit à l'exposition et à la vente aux mineurs ». Jean Dours signe, le 4 novembre 1970, pour le ministre de l'Intérieur Raymond Marcellin et par délégation en sa qualité de directeur général de la Police nationale, l'arrêté d'interdiction de vente aux mineurs de dix-huit ans, d'exposition et de publicité par voie d'affichage, de l'Hebdo Hara-Kiri.
Depuis février 1969, les Éditions du Square publient un mensuel de bandes dessinées intitulé Charlie — d'après Charlie Brown, héros des Peanuts, une des séries figurant au sommaire de chaque numéro — dont le rédacteur en chef est Wolinski. Une semaine après la censure de la version hebdomadaire de Hara-Kiri, l'équipe relance, sous le titre Charlie Hebdo, titre faisant référence à la fois à Charlie Brown et à Charles de Gaulle, un journal présenté comme supplément hebdomadaire du mensuel Charlie. Pour donner le change, le premier numéro de Charlie Hebdo contient, pour la seule et unique fois, un encart de bandes dessinées sur fond de couleur (Tumbleweeds de Tom K. Ryan et les Peanuts de Charles M. Schulz), se distinguant clairement du reste de ce premier numéro dont la maquette rappelle fortement l'ancienne, les rubriques rebaptisées restant parfaitement identifiables. Ainsi, le « Je ne l’ai pas lu, je ne l’ai pas vu, mais j’en ai entendu causer » devient, pour deux numéros seulement, « Si tu n'aimes pas ça, t'as qu'à tourner la page », et la rubrique du professeur Choron se rebaptise, pour dix numéros, professeur Charlie. Mais, dès le numéro 3, réapparaissent, sur une pagination passée de 12 à 16 pages, l'article d'ouverture de Cavanna sous son titre original, « Les lundis de Delfeil de Ton », ou « le petit coin de la culture » du même D.D.T., « Méchamment Pop » (rebaptisé dans les deux premiers numéros « Ça madame c'est pop »), « Si c'est pas vrai, je suis un menteur » de Cavanna et les dessins de toute l'équipe de l'ancien Hebdo Hara-Kiri.
Le journal tire un parti comique de la situation :

« Comme l’avait signalé notre malheureux confrère l’hebdo Hara-Kiri, dont nous déplorons la disparition. »

« L’hebdo Hara-Kiri est mort. Lisez Charlie Hebdo, le journal qui profite du malheur des autres. »

L’arrivée au pouvoir de la gauche en 1981 semble avoir été fatale à Charlie Hebdo première manière[réf. nécessaire], qui disparaît à la fin de l'année par manque de lecteurs. Ironie du sort : les premiers numéros du journal disaient : « Vous pouvez vous abonner, mais on aimerait mieux pas parce que ça nous oblige à vous l’envoyer. »

### Dernières années et tentatives de relance
Le mensuel continue à paraître jusqu'en 1989. On y retrouve tous les collaborateurs de l'hebdomadaire (y compris Delfeil de Ton qui avait quitté l'hebdomadaire en 1975). Avant-gardiste, Hara-Kiri ouvre ses pages régulièrement à des auteurs ou dessinateurs non conformistes, à l'humour absurde, noir ou outrancier, souvent rejetés par les autres publications ou tout simplement impubliables à l'époque. Le journal se voulait un espace de liberté et proposa diverses innovations dans la presse française, comme le premier cadeau gadget et les premiers détournements photos. Les détournements salaces de publicités ou de tableaux de maître feront la gloire du journal, lequel multipliait des images et photos à caractère pornographique mais sous couvert de dérision, à l'instar de L'Écho des savanes.
Fin 1985, Choron dépose le bilan des Éditions du Square et de Hara-Kiri. Le journal est alors racheté par un éditeur italien, Sandro Fornaro, qui crée une nouvelle société, les Éditions des trois portes, et relance le journal en conservant Choron comme rédacteur en chef. L'équipe du journal crée en parallèle une nouvelle version de Zéro. En 1987, Choron entre en conflit avec Fornaro et tente de reprendre le contrôle de Hara-Kiri dont il édite le numéro 302 via une autre société. Fornaro lui fait alors un procès. Choron, évincé, lance son propre magazine, intitulé Professeur Choron, tandis que Fornaro continue, avec une autre équipe, de publier Hara-Kiri dont il sort trois numéros en 1988, puis quatre numéros en 1989. Le journal est ensuite mis en faillite au plus offrant — Choron, en tant qu'ancien gérant, est alors condamné à régler un passif de 500 000 francs. Ainsi, à la suite d'une vente à la bougie en 1990, la marque Hara Kiri est rachetée, pour un montant de 80 000 francs par un psychiatre bergeracois, Daniel Cosculluela , qui la loue par la suite au plus offrant, après deux années de publication avec le Professeur Choron. Daniel Cosculluela cherche à remettre sur pieds le journal et à affirmer son "goût pour la provocation". En mars 1998, il conclut un contrat de cession de marque avec la société Bercoff Production, avec laquelle il collabora au nouvel Hara Kiri durant deux ans (5 numéros).
Lorsque Charlie Hebdo est relancé en 1992 sous la direction de Philippe Val, Choron se sent trahi car on ne lui a pas proposé de poste à sa convenance. Il sort alors, en 1993, un Hara-Kiri hebdomadaire pour faire concurrence au nouveau Charlie. La nouvelle équipe inclut Schlingo, Bruno Blum, Patrick Eudeline, Cécile (Legros-Tiche), Stéphane Rosse, Nat (avec les aventures de Pifo), tandis que les couvertures sont dessinées par Vuillemin. Cette nouvelle mouture cesse de paraître, faute de moyens, au bout de dix numéros. Des tentatives éphémères de relance, par d'autres équipes, ont lieu en 1996 et 1997. Le Professeur Choron continue de son côté le magazine La Mouise, qui contient principalement des dessins de Vuillemin et est vendu par des colporteurs volontaires, comme l'était Hara-Kiri à ses débuts.
André Bercoff rachète le titre Hara-Kiri en 1998 puis relance le journal en mars 2000, avec le soutien de Choron mais contre l'avis de Cavanna, qui s'insurge notamment contre le fait que Bernard Tapie soit annoncé comme chroniqueur. Cavanna porte alors l'affaire en justice pour faire valoir son droit d'auteur sur le titre. La version de Bercoff est arrêtée au bout de quatre numéros. En mai 2002, le tribunal tranche en faveur de Cavanna. Ce dernier, auquel la justice avait déjà reconnu la paternité du titre Charlie Hebdo, obtient également d'être considéré comme créateur et propriétaire de Hara-Kiri. Selon le témoignage de la compagne de Choron, Cavanna aurait ensuite tenté de renouer avec ce dernier en l'associant au projet — finalement abandonné — d'une nouvelle relance de Hara-Kiri, mais se serait heurté au refus de son ancien compère.
Une anthologie, Le Pire de Hara-Kiri 1960-1985, est publiée en 2010.
Après l'attentat de 2015 contre Charlie Hebdo, un éditeur de presse lance plusieurs titres imitant le style et la présentation de Charlie Hebdo, dont en 2016 un faux Hara-Kiri réalisé sans l'autorisation des propriétaires du titre. En novembre 2016, l'éditeur de ce plagiat est condamné à payer 52 700 € d'amende aux ayants droit de Cavanna,.

### Textes
- Bruno Blum
- Cavanna
- Professeur Choron
- Patrick Eudeline
- Delfeil de Ton
- Gébé
- Gourio
- Patrick Eudeline
- Bruno Léandri
- Jean-Jacques Peroni
- Reiser
- Melvin Van Peebles
- Wolinski

### Dessins
- Jackie Berroyer
- Bruno Blum
- Cabu
- Copi
- Fournier
- Fred
- Daniel Fuchs
- Gébé
- Sonja Hopf
- Hugot
- Kamagurka
- Lefred-Thouron
- Marc-Édouard Nabe
- Masse
- Guy Mouminoux (alias Dimitri)
- Nicoulaud
- Guy Peellaert
- Michel Pichon
- Otho Puol
- Reiser
- Charlie Schlingo
- Sépia (François Cavanna)
- Serre
- Siné
- Philippe Soulas
- Topor
- Vuillemin
- Willem
- Wolinski
- Jean Teulé

### Photos
- Arnaud Baumann
- Beauvais
- Chenz
- Cinello
- Foulon
- Xavier Lambours
- Michel Lépinay

## Publications
- 1974 : 17 romans-photos, de Gébé et Chenz, Éditions du Square
- 1981 : Les Romans-photos du Professeur Choron, avec Alain Souchon, Coluche, Eddy Mitchell, Pierre Perret, Thierry Le Luron, Renaud, Serge Gainsbourg, Carlos, Bernard Ménez, Dick Rivers, Gérard Lanvin, Antoine, Jean-Marc Thibault, Sophie Agacinski, Bernard Fresson, Michel Muller, et les Hara-Kiri girls, Éditions du Square
- 1984 : Siné dans Hara-kiri Hebdo, par Siné, Le Cherche midi
- 1993 : Professeur Choron — Vous me croirez si vous voulez, mémoires rassemblés par Jean-Marie Gourio, la folle histoire de Hara-Kiri, éd. Flammarion
- 2003 : Les Fiches bricolages, du Professeur Choron, collection humour, éd. Glénat
- 2008 : Hara Kiri, les belles images, 1960-1985 — Journal bête et méchant, présentées par François Cavanna, Delfeil de Ton, Stéphane Mazurier et Michèle Bernier, éd. Hoëbeke
- 2009 : Hara Kiri, la pub nous prend pour des cons, 1960-1985 — Journal bête et méchant, par François Cavanna, éd. Hoëbeke
- 2009 : Les Romans photos du professeur Choron, scénarios de Georges Wolinski et photographies de Chenz, éd. Drugstore
- 2010 : Le Pire de Hara Kiri 1960-1985, par François Cavanna, Georges Wolinski, Delfeil de Ton, Jean-Marie Gourio et Jackie Berroyer, éd. Hoëbeke

### Documentation
- François Cavanna, Bête et méchant, Belfond, 1981.
- Bernard Joubert, « Hara-Kiri et le premier Charlie Hebdo à travers 30 années de procès et d'interdictions », Bananas (3e série), no 8,‎ février 2016, p. 18-29 (ISSN 1261-9507).
- Stéphane Mazurier, « Hara-Kiri de 1960 à 1970, un journal d’avant-garde », Histoires littéraires, no 26,‎ 2006 (lire en ligne).
- Stéphane Mazurier, Hara-Kiri : une histoire bête et méchante (1960 - 1985). Dans : Hara-Kiri : les belles images, éd. Hoëbeke, 2008, Paris, 6-27,  (ISBN 9782-84230-333-4).
- Macha Séry, « Hara-Kiri : Férocement drôle », Le Monde Magazine,‎ 11 septembre 2010, p. 50-55 (présentation en ligne)
- Odile Vaudelle, Moi, Odile, la femme à Choron, Mengès, 1983.
- Vincent Bernière et Marc Bruckert, « Michel Lépinay, le 1er photographe d'Hara-Kiri : le petit oiseau va ressortir ! », Les Cahiers de la bande dessinée, no 9,‎ octobre-décembre 2019, p. 130-139.